# Khác biệt hóa sản phẩm
Trong kinh tế và tiếp thị, sự khác biệt hóa sản phẩm (hay đơn giản là sự khác biệt) là quá trình phân biệt sản phẩm hoặc dịch vụ này với sản phẩm và dịch vụ khác, để làm cho nó hấp dẫn hơn đối với một thị trường mục tiêu cụ thể. Điều này liên quan đến việc phân biệt nó với các sản phẩm của đối thủ cạnh tranh cũng như các sản phẩm của chính công ty. Khái niệm này được Edward Chamberlin đề xuất trong Lý thuyết cạnh tranh độc quyền năm 1933.

## Cơ sở lý luận

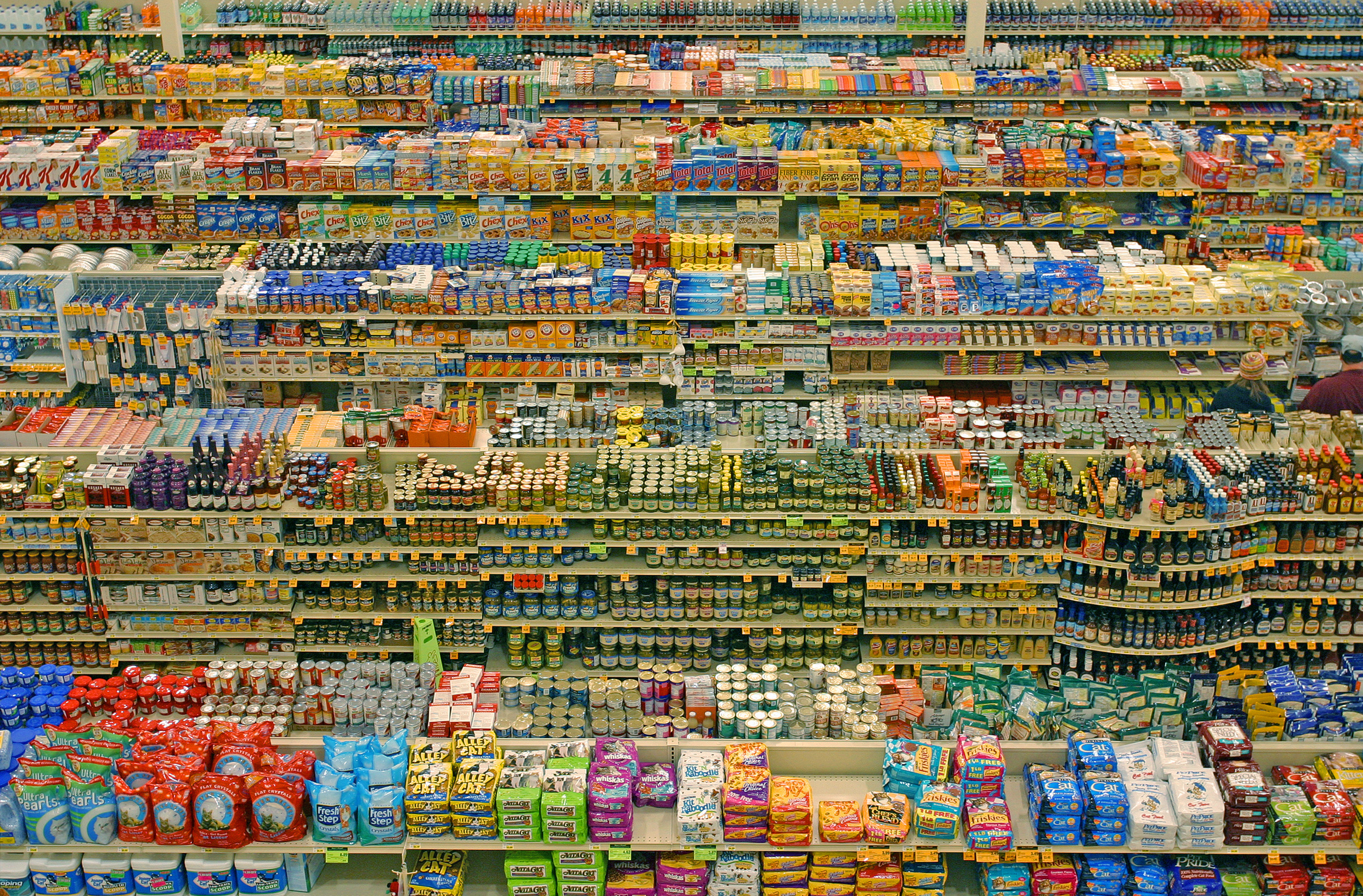
Lối đi trong siêu thị. Mặc dù mỗi mặt hàng có cùng mục đích, mục đích cạnh tranh đã thúc đẩy mỗi thương hiệu phân biệt sản phẩm của mình với các sản phẩm khác để khuyến khích sở thích của người tiêu dùng.

Các công ty có các nguồn lực tài nguyên khác nhau cho phép họ xây dựng các lợi thế cạnh tranh cụ thể so với các đối thủ cạnh tranh. Các nguồn lực tài nguyên cho phép các công ty trở nên khác biệt, điều này làm giảm sự cạnh tranh và giúp nó có thể tiếp cận các phân khúc mới của thị trường. Do đó, sự khác biệt là quá trình phân biệt sự khác biệt của sản phẩm hoặc chào hàng với người khác, để làm cho nó hấp dẫn hơn đối với một thị trường mục tiêu cụ thể.
Mặc dù nghiên cứu trong một thị trường thích hợp có thể dẫn đến việc thay đổi một sản phẩm để cải thiện sự khác biệt, nhưng những thay đổi đó không phải là sự khác biệt. Tiếp thị hoặc phân biệt sản phẩm là quá trình mô tả sự khác biệt giữa các sản phẩm hoặc dịch vụ hoặc danh sách kết quả của sự khác biệt. Điều này được thực hiện để thể hiện các khía cạnh độc đáo của sản phẩm của một công ty và tạo ra cảm giác về giá trị. Sách giáo khoa tiếp thị chắc chắn rằng bất kỳ sự khác biệt nào cũng phải được định giá bởi người mua (một nỗ lực khác biệt mà không được cảm nhận không được tính). Thuật ngữ Lợi điểm bán hàng độc nhất đề cập đến quảng cáo để truyền đạt sự khác biệt của sản phẩm.
Trong kinh tế, sự khác biệt hóa sản phẩm thành công dẫn đến lợi thế cạnh tranh và không phù hợp với các điều kiện để cạnh tranh hoàn hảo, trong đó bao gồm yêu cầu rằng các sản phẩm của các công ty cạnh tranh phải là sản phẩm thay thế hoàn hảo. Có ba loại phân biệt sản phẩm:
1. Đơn giản: dựa trên nhiều đặc điểm
2. Ngang: dựa trên một đặc điểm duy nhất nhưng người tiêu dùng không rõ ràng về chất lượng
3. Dọc: dựa trên một đặc điểm duy nhất và người tiêu dùng rõ ràng về chất lượng của nó[5]

Sự khác biệt thương hiệu thường là nhỏ; chúng có thể chỉ đơn thuần là một sự khác biệt trong bao bì hoặc một chủ đề quảng cáo. Các sản phẩm vật lý không cần phải thay đổi, nhưng nó có thể. Sự khác biệt là do người mua nhận thấy sự khác biệt; do đó, nguyên nhân của sự khác biệt có thể là các khía cạnh chức năng của sản phẩm hoặc dịch vụ, cách thức phân phối và tiếp thị hoặc ai mua nó. Các nguồn chính của sự khác biệt sản phẩm như sau.
- Sự khác biệt về chất lượng thường đi kèm với sự khác biệt về giá
- Sự khác biệt về tính năng hoặc thiết kế
- Sự thiếu hiểu biết của người mua liên quan đến các đặc tính và phẩm chất thiết yếu của hàng hóa họ đang mua
- Hoạt động xúc tiến bán hàng của người bán và đặc biệt là quảng cáo
- Sự khác biệt về tính sẵn có (ví dụ: thời gian và địa điểm).

Mục tiêu của sự khác biệt là phát triển một vị trí mà khách hàng tiềm năng xem là duy nhất. Thuật ngữ này được sử dụng thường xuyên khi giao dịch với các mô hình kinh doanh miễn phí các dịch vụ cơ bản (freemium), trong đó các doanh nghiệp tiếp thị phiên bản miễn phí và trả phí của một sản phẩm nhất định. Do họ nhắm đến cùng một nhóm khách hàng, nên các phiên bản miễn phí và trả phí phải được phân biệt một cách hiệu quả.
Sự khác biệt chủ yếu ảnh hưởng đến hiệu suất thông qua việc giảm tính trực tiếp của cạnh tranh: Khi sản phẩm trở nên khác biệt hơn, việc phân loại trở nên khó khăn hơn và do đó rút ra ít so sánh hơn với đối thủ cạnh tranh. Chiến lược khác biệt hóa sản phẩm thành công sẽ chuyển sản phẩm của bạn từ cạnh tranh chủ yếu dựa trên giá sang cạnh tranh dựa trên các yếu tố phi giá (như đặc điểm sản phẩm, chiến lược phân phối hoặc biến số quảng cáo).
Hầu hết mọi người sẽ nói rằng hàm ý của sự khác biệt là khả năng tính giá cao hơn bình thường; tuy nhiên, đây là một sự đơn giản hóa thô. Nếu khách hàng đánh giá cao ưu đãi của công ty, họ sẽ ít nhạy cảm hơn với các khía cạnh của ưu đãi cạnh tranh; giá có thể không phải là một trong những khía cạnh này. Sự khác biệt làm cho khách hàng trong một phân khúc nhất định có độ nhạy thấp hơn với các tính năng khác (không phải giá) của sản phẩm.

## Lịch sử
Công trình phôi thai của Edward Chamberlin [1933) về cạnh tranh độc quyền đã đề cập đến lý thuyết khác biệt nói rằng đối với các sản phẩm có sẵn trong cùng một ngành, khách hàng có thể có các ưu tiên khác nhau. Tuy nhiên, một chiến lược khác biệt chung đã được Michael Porter (1980) phổ biến rằng đó là bất kỳ sản phẩm nào (hữu hình hoặc vô hình) được coi là một sản phẩm độc đáo của Ít nhất một nhóm khách hàng. Do đó, nó phụ thuộc vào nhận thức của họ về mức độ khác biệt của sản phẩm. Thậm chí cho đến năm 1999, hệ quả của những khái niệm này vẫn chưa được hiểu rõ. Trên thực tế, Miller (1986) đã đề xuất tiếp thị và đổi mới như hai chiến lược khác biệt hóa, được hỗ trợ bởi một số học giả như Lee và Miller (1999). Mintzberf (1988) đề xuất các danh mục cụ thể hơn nhưng rộng hơn: chất lượng, thiết kế, hỗ trợ, hình ảnh, giá cả và các sản phẩm không phân biệt, được hỗ trợ từ Kotha và Vadlamani (1995). Tuy nhiên, tài liệu IO (Ethiraj & Zhu, 2008; Makadok, 2010, 2011) đã phân tích sâu hơn về lý thuyết và khám phá sự khác biệt rõ ràng giữa việc sử dụng rộng rãi sự khác biệt theo chiều dọc và chiều ngang.

## Phân biệt sản phẩm theo chiều dọc
Nếu cả hai sản phẩm A và B đều được tính giá như nhau cho người tiêu dùng, thì thị phần của mỗi sản phẩm sẽ là dương, theo mô hình của Hotelling. Lý thuyết chính trong điều này tất cả người tiêu dùng thích sản phẩm chất lượng cao hơn nếu hai sản phẩm riêng biệt được cung cấp ở cùng một mức giá. Một sản phẩm có thể khác nhau ở nhiều thuộc tính dọc như tốc độ hoạt động của nó. Điều thực sự quan trọng là mối quan hệ giữa người tiêu dùng sẵn sàng trả tiền cho những cải tiến về chất lượng và tăng chi phí cho mỗi đơn vị đi kèm với những cải tiến đó. Do đó, sự khác biệt về chất lượng là khác nhau với người tiêu dùng khác nhau, vì vậy nó là khách quan. Một sản phẩm xanh có thể có tác động tiêu cực thấp hơn hoặc bằng không đối với môi trường, tuy nhiên, nó có thể trở nên kém hơn so với các sản phẩm khác ở các khía cạnh khác. Do đó, nó cũng phụ thuộc vào cách quảng cáo và áp lực xã hội mà người tiêu dùng tiềm năng đang sống. Ngay cả một sự khác biệt theo chiều dọc cũng có thể là yếu tố quyết định trong việc mua hàng.

## Phân biệt sản phẩm theo chiều ngang
Khi các sản phẩm không thể được đặt hàng theo cách khách quan và khác biệt ở một hoặc tất cả các tính năng của nó, thì sẽ có sự khác biệt theo chiều ngang. Ví dụ: các phiên bản màu khác nhau của cùng một iPhone hoặc MacBook. Kem chanh không vượt trội hơn kem sô cô la, hoàn toàn dựa trên sở thích của người dùng. Một nhà hàng có thể định giá tất cả các món tráng miệng của nó ở cùng một mức giá và cho phép người tiêu dùng tự do lựa chọn sở thích của mình vì tất cả các lựa chọn thay thế đều có giá như nhau.

## Phân biệt hàng hóa và sản phẩm thay thế
Theo một nghiên cứu được thực hiện bằng cách kết hợp toán học và kinh tế, các quyết định về giá cả phụ thuộc vào khả năng thay thế giữa các sản phẩm phụ thuộc vào mức độ khác biệt của các sản phẩm của các công ty. Không có công ty nào có thể tính giá cao hơn nếu các sản phẩm thay thế tốt và ngược lại. Giá cân bằng không hợp tác càng thấp thì sự khác biệt càng thấp. Vì lý do này, các công ty có thể cùng tăng giá trên mức cân bằng hoặc mức cạnh tranh bằng cách phối hợp giữa họ. Họ có một thỏa thuận thông đồng bằng lời nói hoặc bằng văn bản giữa họ. Các công ty hoạt động trong một thị trường phân biệt sản phẩm thấp có thể không phối hợp với các công ty khác, điều này làm tăng động lực để gian lận thỏa thuận thông đồng. Ngược lại, thậm chí bằng cách giảm giá một chút, một công ty có thể chiếm phần lớn thị trường và thu được lợi nhuận ngắn hạn với các sản phẩm thay thế cao.

## Tương tác giữa phân biệt ngang và dọc: Ứng dụng cho ngân hàng
Trong những năm 1990, các bước của chính phủ về việc bãi bỏ quy định và hội nhập châu Âu đã thuyết phục các ngân hàng cạnh tranh tiền gửi trên nhiều yếu tố như lãi suất tiền gửi, khả năng tiếp cận và chất lượng dịch vụ tài chính.
Trong ví dụ này sử dụng mô hình Hotelling, một tính năng rất đa dạng (vị trí) và một tính năng về chất lượng (truy cập từ xa). Truy cập từ xa bằng cách sử dụng dịch vụ ngân hàng thông qua các dịch vụ bưu chính và điện thoại như sắp xếp phương tiện thanh toán và lấy thông tin tài khoản). Trong mô hình này, các ngân hàng không thể trở nên khác biệt theo chiều dọc mà không ảnh hưởng tiêu cực đến sự khác biệt theo chiều ngang giữa chúng.
Sự khác biệt theo chiều ngang xảy ra với vị trí của chi nhánh ngân hàng. Sự khác biệt theo chiều dọc, trong ví dụ này, xảy ra bất cứ khi nào một ngân hàng cung cấp quyền truy cập từ xa còn ngân hàng kia thì không. Với quyền truy cập từ xa, nó có thể thúc đẩy sự tương tác tiêu cực giữa tốc độ vận chuyển và hương vị đối với chất lượng: khách hàng có khẩu vị cao hơn đối với truy cập từ xa phải đối mặt với tỷ lệ vận chuyển thấp hơn.
Một người gửi tiền với thị hiếu cao (thấp) để truy cập từ xa có chi phí vận chuyển tuyến tính thấp (cao). Sự cân bằng khác nhau xuất hiện do kết quả của hai hiệu ứng. Một mặt, giới thiệu truy cập từ xa đánh cắp người gửi tiền từ đối thủ cạnh tranh của bạn vì đặc điểm kỹ thuật sản phẩm trở nên hấp dẫn hơn (hiệu ứng trực tiếp). Mặt khác, các ngân hàng trở thành những người thay thế gần gũi hơn (ảnh hưởng gián tiếp). Đầu tiên, các ngân hàng trở thành những người thay thế gần gũi hơn khi tác động của chi phí vận chuyển tuyến tính giảm. Thứ hai, cạnh tranh lãi suất tiền gửi bị ảnh hưởng bởi quy mô của sự khác biệt về chất lượng. Hai hiệu ứng này, "đánh cắp" người gửi tiền so với "khả năng thay thế" giữa các ngân hàng, xác định trạng thái cân bằng. Đối với các giá trị thấp và cao của chênh lệch chất lượng tỷ lệ so với tỷ lệ vận chuyển, chỉ có một ngân hàng cung cấp truy cập từ xa (chuyên môn hóa). Giá trị trung gian (rất thấp) của chênh lệch chất lượng tỷ lệ so với chi phí vận chuyển mang lại truy cập từ xa (không).
Cuộc cạnh tranh này là một trò chơi hai yếu tố: một là cung cấp quyền truy cập từ xa và hai là về lãi suất tiền gửi. Theo giả thuyết, sẽ có hai kịch bản hệ quả nếu chỉ có một ngân hàng cung cấp quyền truy cập từ xa. Đầu tiên, ngân hàng giành được thị phần tích cực cho tất cả các loại truy cập từ xa, dẫn đến sự thống trị theo chiều ngang. Điều này xảy ra khi chi phí vận chuyển chiếm ưu thế so với chất lượng dịch vụ, lãi suất tiền gửi và thời gian. Thứ hai, sự thống trị theo chiều dọc xuất hiện khi ngân hàng không cung cấp quyền truy cập từ xa chiếm toàn bộ thị trường cho người gửi tiền có ưu tiên thấp nhất cho truy cập từ xa. Đó là khi chất lượng dịch vụ, lãi suất tiền gửi và thời gian chiếm ưu thế so với chi phí vận chuyển.